# 이영재 (1967년)
이영재(李永宰, 1967년 4월 15일, 경상북도 성주군 수륜면 ~ )은 대한민국의 제6·7대 대구광역시 북구의원이었다.

## 학력
- 1974.03 ~ 1980.02 수륜국민학교 졸업
- 1980.03 ~ 1983.02 수륜중학교 졸업
- 1983.03 ~ 1986.02 경신고등학교 졸업
- 1987.03 ~ 1995.02 경북대학교 농업토목공학 학사 졸업

## 경력
- 1996 ~ 2003 한국농어민신문 기자
- 2001 ~ 2008 대구 북구시민연대 대표
- 2005 ~ 2008 대구광역시 북구 구수산도서관 건립추진위원회 공동대표
- 2006 ~ 2007 대구동평초등학교 운영위원장
- 2010.07 ~ 2014.06 제6대 대구광역시 북구의회 의원
- 2010.07 ~ 2012.07 제6대 대구광역시 북구의회 전반기 의회운영위원회 위원
- 2010.07 ~ 2012.07 제6대 대구광역시 북구의회 전반기 주민생활위원회 위원
- 2010.07 ~ 2012.07 제6대 대구광역시 북구의회 전반기 예산결산특별위원회 위원
- 2010.08 ~ 2010.12 제6대 대구광역시 북구의회 대구광역시 북구 노곡동 침수관련 조사특별위원회 위원
- 2011.06 ~ 2012.09 제6대 대구광역시 북구의회 대구광역시 북구 국우터널 통행료 무료화 추진특별위원회 위원
- 2012.07 ~ 2014.06 제6대 대구광역시 북구의회 후반기 주민생활위원회 위원장
- 2012.12 ~ 2012.12 제6대 대구광역시 북구의회 윤리특별위원회 위원
- 2013.07 ~ 2013.07 제6대 대구광역시 북구의회 경북도청 이전 후적지 개발추진특별위원회 위원
- 2014.07 ~ 2018.06 제7대 대구광역시 북구의회 의원
- 2014.07 ~ 2016.07 제7대 대구광역시 북구의회 전반기 의회운영위원회 위원
- 2014.07 ~ 2016.07 제7대 대구광역시 북구의회 전반기 주민생활위원회 위원
- 2014.07 ~ 2016.07 제7대 대구광역시 북구의회 전반기 예산결산특별위원회 위원
- 2015.07 ~ 2017.07 정의당 대구시당 위원장
- 2016.07 ~ 2018.06 제7대 대구광역시 북구의회 후반기 사회복지위원회 위원
- 2016.07 ~ 2018.06 제7대 대구광역시 북구의회 후반기 예산결산특별위원회 위원
- 2017.07 ~ 정의당 대구시당 북구 지역위원회 위원장

## 역대 선거 결과
|  | 11.79% |

|  | 26.90% |

|  | 30.01% |

|  | 10.17% |

|  | 3.95% |

## 참고 자료
- 공식 블로그